# Deux maisons, 2-4 parvis Saint-Jean (Lamballe)
Les deux maisons sont situées à Lamballe, en France.

## Localisation
Ces deux maison sont situées sur le territoire de la commune de Lamballe, 2, 4 parvis Saint-Jean, dans le département  des Côtes-d'Armor, en région Bretagne.

## Historique
Les deux maisons sont inscrites partiellement (facades et toitures) au titre des monuments historiques par arrêté du 18 septembre 1964.